# Хлопцово
Хлопцово — деревня в Антроповском муниципальном районе Костромской области. Входит в состав Котельниковского сельского поселения

## География
Находится в центральной части Костромской области на расстоянии приблизительно 44 км на юг-юго-запад по прямой от поселка Антропово, административного центра района на правом берегу реки Кусь.

## История
В XIX — начале XX века деревня относилась к Галичскому уезду Костромской губернии. В 1872 году здесь было учтено 7 дворов, в 1907 году —18.

## Население
Постоянное население составляло 51 человек (1872 год), 99 (1897), 107 (1907), 13 в 2002 году (русские 100 %), 6 в 2022.